# 폴란드 여자 축구 국가대표팀
폴란드 여자 축구 국가대표팀은 폴란드를 대표하는 여자 축구 대표팀으로 1981년 6월 27일 이탈리아와의 국제 경기 데뷔전에서 0-3으로 패했으며 FIFA 월드컵, UEFA 유럽 축구 선수권 대회, 하계 올림픽 등 메이저 대회 본선에 19번 출전한 남자 대표팀과는 달리 여자 축구는 FIFA 여자 월드컵과 하계 올림픽 본선 출전 기록이 없다. UEFA 유럽 여자 축구 선수권 대회에는 2025년 대회에 처음 출전한다.
키프로스컵에는 2016년 대회에 참가해 이 대회에서 준우승을 차지했고 알가르브컵에는 2번 참가하여 모두 하위권 성적에 그쳤다.

## 성적

### FIFA 여자 월드컵
- 1991년 ~ 2023년: 지역 예선 탈락

### 올림픽축구
- 1996년 ~ 2020년: 지역 예선 탈락
- 2024년: 참가 자격 없음

### UEFA 유럽 여자 축구 선수권 대회
- 1984년~1989년: 불참
- 1991년~2022년: 예선 탈락
- 2025년: 본선 진출

## 같이 보기
- 폴란드 축구 국가대표팀